# أوليمبيك جروب
أوليمبيك جروب أحد أكبر شركات الأجهزة المنزلية في السوق المصرية، ولها تحالفات مع شركات أخرى عالمية.

## نبذة
في الثلاثينات بدأ عبد الله سلام مؤسس أوليمبيك جروب في صنع أجهزة الراديو والأدوات المنزلية الصغيرة وإنتاج المحولات الكهربية. وفي عام 1950 امتد مشروعه إلى تجارة التجزئة بإنشاء سلسله متاجر «شاهر» في مصر متخصصة في تجارة الأدوات المنزلية حتى تم تأميمها عام 1963.
استمر الجزء الصناعي في مشروع سلام تحت اسم جديد هو «شركة القاهرة للصناعات الخفيفة». وفي أوائل السبعينيات قدمت الشركة أول سخان كهربائي للمياه مصنع محليا تحت اسم أوليمبيك اليكتريك. وقد قدم هذا السخان المبتكر بديلا آمنا لسخانات المياه التي تعمل بالغاز والتي كانت شائعة في ذلك الوقت. وقد استفادت الشركة من تنامي طلب المستهلكين على الأدوات المنزلية الكهربية وأسعار الكهرباء الرخيصة نتيجة لدعم الحكومي.
سيطرت السخانات الكهربية على السوق وأصبحت ماركة أوليمبيك موثوق بها وسعرها في المتناول.
في عام 1975 أُنشئت شركة EPA كذراع تجارى رئيسي للمجموعة تهتم بالتسوق والتوزيع وخدمات ما بعد البيع لماركة أوليمبيك.
وفي عام 1978عاد الدكتور سعد سلام الابن الأكبر لمؤسس المجموعة إلى مصر بعد حصوله على الدكتوراه في الهندسة من جامعة مكماستر في أونتاريو - كندا. وأصبح مسئولا عن إدارة الشركة وساعد شقيقاه الأصغران نيازى سلام المسئول عن الجانب التجاري ونبيل سلام المسئول عن الجانب الإنتاجي في الشركة. وقدم الدكتور سعد سلام رؤية حديثة إلى الشركة.
بدأت الشركة تنمو وتزدهر خلال السبعينيات والثمانينات عبر تقديم منتجات جديدة تلبى طلبات المستهلك وتسد الفجوات في السوق.
حققت أوليمبيك قيادتها للسوق من خلال إتباع تكنولوجيات جديدة في الإنتاج وتنويع سلسلة منتجاتها وبناء صورة لعلامة تجارية قوية.
مع نهاية عام 1997 وسّعت المجموعة ذراعها التجاري بإقامة متاجر أوليمبيك التي أصبحت الآن اسمها بي تك. والآن أصبحت بي – تك من أكبر سلسلة متاجر تجزئة للأجهزة المنزلية في مصر وتركز على البيع بالتقسيط من 42 منفذ موزع على مختلف أنحاء البلاد. وفي عام 1998 عززت المجموعة وضعها القائم في السوق بشراء شركة ايديال أكبر صانع قطاع عام للأجهزة المنزلية في مصر. وقد كملت إيديال التي أنشئت في العشرينات سلسلة منتجات المجموعة بالثلاجات والغسالات.

## نبذه عن إيديال

ايديال

تأسست الشركة في عام 1920، وبدأت بإنتاج الأثاث الفولاذي في عام 1945، والثلاجات في عام 1954، وللمرة الأولى قامت الشركة باختراق السوق المصرية بآلات الغسيل الأوتوماتيكة في عام 1983.
في يناير من عام 1998 خصخصت الشركة لتصبح شركة مساهمة مصرية كإحدى شركات مجموعة أوليمبيك جروب، وقد كان هدف الشركة الرئيسي بعد الخصخصة إرضاء العميل، وقد حققت مزيد من الإنجازات تحت الإدارة الجديدة.

## بى تك

بى تك

إحدى شركات أوليمبيك جروب والتي تعد اليد التجارية للمجموعة.
أوليمبيك ستورز (بى تك) هي أكبر سلسلة متخصصة في عالم الأجهزة الكهربائية وهي عضوة في مجموعة شركات اوليمبيك. تمتلك الشركة 51فرع لبيع الأجهزة الكهربائية في جميع أنحاء مصر. تطبق الشركة سياسة البيع نقدا أو البيع بالتقسيط. وتتعاون الشركة مع مجموعة شركات عالمية مثل سوني - فودافون - كرافت - ايديال - اريستون - فيليبس - أوليمبيك اليكتريك - دايو - بيبى ليس.

## مجموعة أوليمبيك جروب
تعتبر أكبر شركات المجموعة هي:
- شركة الدلتا الصناعية (إيديال) التي تقوم بإنتاج الغسالات والثلاجات والبوتاجازات والسخنات الكهربية والغاز.
- شركة أوليمبيك اليكتريك التي تقوم بإنتاج السخنات الكهربية في مصر باسم ابلوو والموجود في مدينة طناش بالإضافة إلى منتجات أوليمبيك اليكيريك من المراوح والشفطات والمكانس الكهربية.
- شركة سيزونز للتجارة والتوزيع تُنتج مجموعة تانك الشهيرة من فلاتر وايس تانك. وهي توزع منتجات براون بموجب عقد أبرمته مع بروكتر وغامبل.
- شركة نماء للتنمية العقارية والإدارية.
- شركة بي تك الذراع التجاري للمجموعة.

## إليكترولوكس
في أكتوبر 2010، وقعت شركة الكترولوكس السويدية ثاني أكبر شركة للاجهزة المنزلية في العالم على اتفاق استحوذت بموجبه على 52 بالمئة من شركة أوليمبيك المصرية بتكلفة صافية 2.2 مليار جنيه مصري.
وقررت إدارة البورصة إعادة التعامل على أسهم الشركات التالية، بداية من جلسة تداول اليوم الموافق 11 أكتوبر 2010، وهي شركة «أوليمبيك جروب للاستثمارات المالية» وشركتاها التابعتان وهما شركة «نماء للتنمية والاستثمار العقارى» وشركة «بى تك للتجارة والتوزيع».